# Velimir Zajec
Velimir Zajec, hrvaški nogometaš in trener, * 12. februar 1956 Zagreb, Jugoslavija.
Je nekdanji hrvaški nogometaš in trener, ki je vodil nogometni klub Dinamo Zagreb. Zajec je odigral 36 tekem za jugoslovansko reprezentanco, s katero je nastopil na Svetovnem prvenstvu 1982 in Evropskem prvenstvu 1984.